# Parepectasoides boliviana
Parepectasoides boliviana är en skalbaggsart som först beskrevs av Stefan von Breuning 1974.  Parepectasoides boliviana ingår i släktet Parepectasoides och familjen långhorningar. Inga underarter finns listade i Catalogue of Life.